# قائمة المناطق البيئية في السودان
```
فيما يلي قائمة 
بالمناطق البيئية
 في 
السودان
، كما حددها 
الصندوق
 العالمي للطبيعة (WWF).
[
1
]
[
2
]
```

## المناطق البيئية الأرضية
حسب نوعية الموائل الرئيسية

### الغابات عريضة الأوراق الاستوائية وشبه الاستوائية
- الغابات الجبلية الإثيوبية

مقدمة عن الغابات الاستوائية وشبه الاستوائية
الغابات الاستوائية
الغابات الاستوائية تعتبر من أكثر المناطق الأحيائية تنوعًا على وجه الأرض، وتشمل النظم البيئية الشجرية الموجودة في الشريط المداري. وتشمل هذه الغابات أو الغابات الاستوائية المطيرة مثل غابات الأمازون وغابات الكونغو، وهما أكبر منطقتين من الغابات الاستوائية في العالم. تسميات الغابات الاستوائية والغابات الاستوائية مترادفة، ولكن في بعض الأحيان يقتصر مصطلح الغابة على التكوينات الشجرية المعتدلة والباردة. من جانبها، يتم استخدام كلمة الغابة بشكل متكرر للكلمات الاستوائية. تتميز الغابة الاستوائية بتكوينها النباتي المعقد، مع طبقات متعددة من الأشجار. يوجد في الشجيرات أعشاب وشجيرات، بالإضافة إلى نباتات نباتية ونباتات متسلقة وفيرة. تمتد هذه الغابات في جميع أنحاء قطاع الأرض بين مدار السرطان ومدار الجدي. وهكذا، توجد غابات استوائية في أمريكا وإفريقيا وآسيا وأوقيانوسيا.
خصائص الغابات الاستوائية
تتميز الغابة الاستوائية بتنوع كبير من النباتات الوعائية والحيوانات والطحالب والأشنات والفطريات. يوجد في العديد من هذه الغابات هيكل معقد إلى حد ما من أنماط حيوية متنوعة وطبقات متعددة، مع تكيفات مختلفة مرتبطة بالتغيرات في الضوء والرطوبة.
التنوع البيولوجي
داخل المناطق الأحيائية الأرضية، تعد الغابة الاستوائية هي الغابة ذات التنوع البيولوجي الأكبر. تقع معظم البلدان شديدة التنوع في المناطق الاستوائية أو أن مناطقها ذات التنوع الأكبر تقع في هذه المنطقة، تمت الإشارة إلى أن هكتارًا واحدًا من الغابات الاستوائية يمكن أن يستوعب ما يصل إلى 2250 نوعًا من النباتات، منها 1000 نوع من الأشجار. من ناحية أخرى، هناك ما يقرب من 700 نوع حيواني، مع كون الحشرات هي المجموعة المهيمنة، هذا التنوع ممكن في المناطق الاستوائية لأن هناك ظروفًا لتوافر المياه ودرجة حرارة مناسبة خلال معظم العام. بناءً على هذه الشروط الأساسية، فإن المنافسة الكبيرة التي تنشأ لا تسمح لأي نوع معين بالسيطرة لذلك، يتم الترويج لوجود عدد كبير من الأنواع المختلفة، ولكن لكل منها عدد قليل نسبيًا من الأفراد لكل وحدة مساحة.
هيكل الغطاء النباتي
توجد غابات استوائية ذات هيكل بسيط للغاية، على سبيل المثال الغابات الشائكة في المناطق شبه القاحلة، في حين أن الغابات الرطبة أكثر تعقيدًا. وبالتالي، سيعتمد تعقيدها على عوامل بيئية مختلفة. في الغابة الشائكة أو في المسكيت المكسيكي، يكون الهيكل بدائيًا للغاية، مع طبقة فرعية واضحة وطبقة واحدة من الأشجار المنخفضة بينما في الغابات الاستوائية المطيرة، والغابات الملبدة بالغيوم والغابات الاستوائية شبه المتساقطة، فإن الهيكل معقد مع تنوع كبير في كل من الرأسي والأفقي.عموديًا، يوجد ما يصل إلى 5 طبقات أو طوابق من الغطاء النباتي، وفرة نباتية (نباتات تعيش على الآخرين) ومتسلقة (كروم، ليانا، أتباع). يوجد على مستوى الأرض جزء سفلي أو سفلي من الغابة، مع مجموعة متنوعة من الأعشاب والفطريات والطحالب والسراخس والشجيرات والأحداث من الأنواع الشجرية. في وقت لاحق، هناك مستويان أو ثلاثة مستويات من الأشجار حتى الوصول إلى المظلة العلوية، والتي تظهر من الجو كغطاء نباتي مستمر وفوق هذه هي الأشجار الناشئة التي ترتفع فوق المظلة. في الغابات الاستوائية المطيرة الدافئة، مثل الأمازون، ينتقل التقسيم الطبقي للنباتات من مستوى الأرض إلى ارتفاع يبلغ حوالي 70 متر.
التربة ودورة المغذيات
الغابات الاستوائية الأكثر تعقيدًا مثل الأمازون وحوض الكونغو بها تربة فقيرة وضحلة. وذلك لأن العناصر الغذائية الضرورية للحفاظ على هذه النظم البيئية ذات الكتلة الحيوية الكبيرة تتركز في الغطاء النباتي والكائنات الحية الأخرى. وبالتالي، يتم الاحتفاظ بالمغذيات في حلقة مغلقة بين الكائنات الحية ونفايات التربة. بهذا المعنى، فإن دور المُحلِّلات والبكتيريا والفطريات والكائنات الدقيقة الأخرى في التربة له أهمية حيوية. من بين هؤلاء، تبرز شبكة الفطريات الفطرية أو فطريات التربة المتصلة بجذور النباتات. تسمح هذه الفطريات الفطرية بزيادة امتصاص العناصر الغذائية من قبل الكتلة النباتية.
الضوء والرطوبة والتكيف
النباتات التي تعيش في هذه النظم البيئية المعقدة تقدم تكيفات متنوعة للقيود البيئية. أحد أهمها هو الضوء الموجود داخل الغابة، نظرًا لأن تغلغلها منخفض جدًا بسبب المظلة المغلقة لذلك، تميل النباتات الصغيرة إلى أن يكون لها أوراق عريضة ورقيقة جدًا قادرة على الاستفادة من القليل من الضوء لعملية التمثيل الضوئي. البعض الآخر متسلقون يقتربون من المنطقة ذات اللمعان الأكبر في الطبقات العليا من ناحية أخرى، فإن الأوراق العلوية لأشجار المظلة صغيرة ومتصلبة (صلبة). هذا يرجع إلى حقيقة أن الإشعاع الضوئي في هذه المنطقة شديد للغاية ودرجة الحرارة أعلى من تلك الموجودة في داخل الغابة وبالمثل، فإن الرطوبة الزائدة في الغابات الاستوائية الرطبة تخلق مشكلة في عملية نتح النباتات. للاستجابة لذلك، طور البعض آليات مثل تمزق أو طرد الماء السائل من خلال الأوراق.
موقع الغابات الاستوائية
يتم توزع الغابات الاستوائية في الشريط المداري، بما في ذلك مناطق واسعة من أمريكا وأفريقيا وآسيا وأوقيانوسيا. ومع ذلك، ليست كل المناطق الاستوائية مغطاة بالغابات، ولكن بالنباتات المفتوحة مثل السافانا والأراضي العشبية والشجيرات.
الطقس
تتطور الغابات الاستوائية في مناخ استوائي يتسم بدرجة حرارة ثابتة طوال العام. بالإضافة إلى ذلك، هناك إشعاع شمسي مرتفع على مدار العام وهطول الأمطار مرتفع إلى مرتفع نسبيًا.
مناخ استوائي ممطر
يوجد في المنطقة الاستوائية العديد من المتغيرات، على سبيل المثال المناخ الاستوائي الممطر مع درجات حرارة دافئة وهطول أمطار غزيرة. يبلغ متوسط درجة الحرارة السنوية في هذه المناطق 27 درجة مئوية ويمكن أن يصل متوسط هطول الأمطار إلى 16000 ملم، وهو مناخ الغابات الاستوائية المطيرة.
مناخ استوائي موسمي
البديل الآخر هو المناخ الاستوائي الموسمي، مع موسم ممطر وجاف، بمتوسط سنوي من 900 إلى 4000 ملم في السنة. يتركز نمط هطول الأمطار الغزيرة في وقت واحد من العام (6 إلى 9 أشهر) ودرجات الحرارة دافئة يؤدي هذا المناخ إلى غابات شبه نفضية، نفضية، شائكة، مسكيت وغابات استوائية أخرى، اعتمادًا على شدة الجفاف.
مناخ الرياح الموسمية
يشبه المناخ الاستوائي الممطر بسبب هطول الأمطار الغزيرة ودرجات الحرارة الدافئة. ومع ذلك، فإنه يختلف من خلال تقديم ذروتين لهطول الأمطار، مع موسم ممطر للغاية وآخر مع كمية أقل من الأمطار.
نباتات المناخ الاستوائي
توجد مجموعات عديدة من النباتات التي يحدث تنوعها في الغالب في الغابات الاستوائية. على سبيل المثال، العائلات مثل Heliconiaceae و Bromeliaceae و Orchidaceae و Anacardiaceae و Myrtaceae أو أجناس مثل اللبخ من Moraceae.
أنواع الغابات الاستوائية
تحدد مؤسسة الحياة البرية العالمية (WWF) ثلاث مناطق إيكولوجية عالمية من الغابات الاستوائية وشبه الاستوائية. هذه غابات رطبة عريضة الأوراق وغابات جافة عريضة الأوراق وغابات استوائية صنوبرية
غابات رطبة عريضة الأوراق
يشمل هذا النوع من الغابات الاستوائية 50 منطقة بيئية، بما في ذلك المناطق شبه الاستوائية. توجد في المنطقة الاستوائية غابات مطيرة استوائية مثل الأمازون، حيث توجد بدورها غابات غير قابلة للفيضان وغابات مغمورة بالفيضانات وغيرها، تتميز هذه الغابات بغزارة هطول الأمطار (أكثر من 2000 ملم) ودرجة حرارة دافئة ثابتة طوال العام (متوسط 26 درجة مئوية). هيكل الغطاء النباتي معقد، مع ما يصل إلى 5 طبقات، ومظلة يصل ارتفاعها إلى 60 مترًا وأشجار ناشئة تبلغ 75 مترًا. البديل هو الغابات الجبلية الرطبة أو الغابات السحابية الواقعة في الجبال الاستوائية العالية (بين 800 و 3000 متر فوق مستوى سطح البحر)، مع درجات حرارة أكثر برودة. كل هذه هي النظم البيئية الأرضية الأكثر تنوعًا وتشتهر بالغابات الاستوائية. تعيش معظم الحيوانات في المظلة العلوية، على سبيل المثال الحشرات والطيور والثدييات الشجرية مثل القرود والكسلان وغيرها. بينما تسكن الحيوانات الكبيرة في الجزء السفلي، مثل القردة العليا والقطط والحيوانات العاشبة.
الغابات الاستوائية الجافة عريضة الأوراق
يتعرف الصندوق العالمي للطبيعة على 59 منطقة إيكولوجية من هذا النوع من الغابات الاستوائية، بما في ذلك الغابات شبه الاستوائية. توجد هذه الغابات في بقع في أمريكا في جنوب شرق المكسيك وشمال أمريكا الجنوبية. وبالمثل، إلى الشرق من بوليفيا، ووسط البرازيل وعلى سواحل الإكوادور وبيرو، في أفريقيا تقع جنوب شرق القارة وفي مدغشقر. بينما هم في آسيا في وسط الهند وفي مناطق مختلفة من جنوب شرق آسيا، وفي أستراليا وكاليدونيا الجديدة في أوقيانوسيا. وأبرز ما يميز هذه الغابات الاستوائية أنه بالرغم من ثبات درجات الحرارة فيها على مدار العام، إلا أنها تواجه فترات طويلة من الجفاف. وهذا يعني أنه في الحالات القصوى، يكون للغابات تنوع بيولوجي أقل وبنية نباتية بسيطة للغاية. من بين هذه الغابات الاستوائية المتساقطة الأوراق أو المتساقطة الأوراق، حيث تفقد معظم الأنواع أوراقها خلال موسم الجفاف. ومع ذلك، في المناطق التي توفر فيها المياه الجوفية أو الأنهار الكبيرة المياه، تتشكل غابات شبه نفضية أكثر تعقيدًا من حيث التنوع البيولوجي، تظهر الغابات الجافة في وسط الهند عددًا كبيرًا من أنواع الفقاريات. كما تم تصنيف الغابات الجافة في جنوب شرق المكسيك باعتبارها واحدة من أكثر الغابات تنوعًا في العالم.
الغابات الصنوبرية الاستوائية
على الرغم من أن الصنوبريات (عاريات البذور) هي مجموعة من النباتات الأكثر تميزًا في الغابات المعتدلة والشمالية، إلا أنها تشكل أيضًا غابات استوائية. توجد هذه الغابات الاستوائية بشكل رئيسي في أمريكا الشمالية والوسطى. خاصة في المكسيك وهندوراس ونيكاراغوا، وكذلك بعض الجزر في منطقة البحر الكاريبي. المناطق الأخرى هي الهند وبورما وسومطرة والفلبين. تشمل هذه الغابات الاستوائية في سومطرة أنواع الصنوبر بشكل أساسي، بينما توجد في المكسيك أنواع مختلفة من الصنوبر والبلوط. (Quercus)
الغابات الاستوائية في المكسيك
في تصنيفات التكوينات النباتية في المكسيك، يستخدم مصطلح غابة للإشارة إلى تكوينات الأشجار المعتدلة. في حين أن التكوينات الشجرية للمناخ الاستوائي تسمى الأدغال نظرًا لموقعها الجغرافي، فإن وسط وجنوب المكسيك يشملان مساحات شاسعة من الغابات أو الأدغال الاستوائية.
الغابات شبه الاستوائية
تقع الغابات شبه الاستوائية في شمال وجنوب الغابات الاستوائية. تشمل بعض الغابات النفضية عريضة الأوراق الرطبة مناطق بجانب الغابات الاستوائية المطيرة وقد يكون من الصعب التمييز بينها. تشير التقديرات إلى أن الغابات الرطبة الاستوائية وشبه الاستوائية تحتوي على أنواع من الحياة الحيوانية والنباتية أكثر من أي منطقة حيوية أرضية أخرى. تقع الغابات النفضية شبه الاستوائية في أمريكا الجنوبية وأمريكا الوسطى وأفريقيا الوسطى وآسيا. تعد هذه الغابات موطنًا للكثيرين بسبب مناخها الدافئ الرطب أنواع دائمة الخضرة وشبه الخضرة المتساقطة. يجب أن تتحمل الغابات شبه الاستوائية مواسم الأمطار ثم فترات الأشهر الجافة تنمو الغابات الصنوبرية التي تحتوي على أشجار الصنوبر والصنوبريات أيضًا في المناخات شبه الاستوائية، توجد هذه في أمريكا الوسطى وآسيا والهند.

### الأراضي العشبية الاستوائية وشبه الاستوائية والسافانا والشجيرات
- سافانا شرق السودان
- سافانا أكاسيا الساحلية

مقدمة عن الأراضي العشبية والسافانا
الأراضي العشبية
المنطقة الأحيائية للأراضي العشبية، تنقسم المنطقة الحيوية للأراضي العشبية إلى الموائل التالية:
المراعي المعتدلة: تهيمن الأعشاب على الأراضي العشبية المعتدلة، وتفتقر إلى الأشجار والشجيرات الكبيرة. تشمل الأراضي العشبية المعتدلة مروج أعشاب طويلة رطبة وجافة ومروج قصيرة عشبية تشهد صيفًا حارًا وشتاءًا باردًا. تحتوي تربة الأراضي العشبية المعتدلة على طبقة علوية غنية بالمغذيات، ولكن الحرائق التي تمنع الأشجار والشجيرات من النمو غالبًا ما تصاحب الجفاف الموسمي.
الأراضي العشبية الاستوائية:  تقع الأراضي العشبية الاستوائية بالقرب من خط الاستواء . تتميز بمناخات أكثر دفئًا ورطوبة من الأراضي العشبية المعتدلة وتعاني من موجات جفاف موسمية أكثر وضوحًا. تهيمن الحشائش على السافانا ولكن يوجد أيضًا بعض الأشجار المتناثرة. تربتها مسامية للغاية وتستنزف بسرعة. توجد الأراضي العشبية الاستوائية في إفريقيا والهند وأستراليا ونيبال وأمريكا الجنوبية.
أراضي السهوب العشبية: تقع أراضي السهوب العشبية على حدود الصحارى شبه القاحلة. الأعشاب الموجودة في السهوب أقصر بكثير من تلك الموجودة في الأراضي العشبية المعتدلة والاستوائية. تفتقر أراضي السهوب العشبية إلى الأشجار إلا على طول ضفاف الأنهار والجداول.
الأمطار
تعاني معظم الأراضي العشبية من موسم جاف وموسم ممطر. خلال موسم الجفاف، يمكن أن تكون الأراضي العشبية عرضة للحرائق، والتي غالبًا ما تبدأ نتيجة الصواعق. هطول الأمطار السنوي في الموائل العشبية أكبر من هطول الأمطار السنوي الذي يحدث في الموائل الصحراوية، وبينما تتلقى ما يكفي من الأمطار لزراعة الحشائش والنباتات الأخرى، فإنها لا تكفي لدعم نمو أعداد كبيرة من الأشجار. تحد تربة الأراضي العشبية أيضًا من بنية الغطاء النباتي التي تنمو فيها. تربة الأراضي العشبية ضحلة وجافة بشكل عام بحيث لا تدعم نمو الأشجار.
الحياة البرية
تشمل بعض الأنواع النباتية الشائعة التي تحدث في الأراضي العشبية عشب الجاموس، والزهور النجمة، والصنوبريات، والبرسيم، والذهبي، والنيدي البري. تدعم الأراضي العشبية أيضًا مجموعة متنوعة من الحيوانات البرية، بما في ذلك الزواحف والثدييات والبرمائيات والطيور وأنواع كثيرة من اللافقاريات. تعد الأراضي العشبية الجافة في إفريقيا من بين أكثر الأراضي العشبية تنوعًا بيئيًا وتدعم مجموعات الحيوانات مثل الزرافات والحمار الوحشي ووحيد القرن. توفر الأراضي العشبية في أستراليا موطنًا لحيوانات الكنغر والفئران والثعابين ومجموعة متنوعة من الطيور. تدعم الأراضي العشبية في أمريكا الشمالية وأوروبا الذئاب والديك الرومي البري والذئاب والأوز الكندي والرافعات والبوبكات والنسور.
السافانا
السافانا كلمةٌ إسبانيةٌ في الأساس وتعني الأعشاب أو الحشائش، وتتواجد مناطقها في أغلب القارات في إفريقيا واستراليا وآسيا وأمريكا وهي عبارةٌ عن سهولٍ يسودها الطابع العُشبي.
تعتبر السافانا المظهر النباتي الرئيسي داخل الأقاليم المدارية الحارة، التي تهطل جميع أمطارها تقريباً في فترة يكون طولها ما بين 4 و6 أشهر في نصف العام الصيفي، ولكنها لا تكون كافية لنمو الغابات، وهي تتمثل بشكل خاص في قارة أفريقيا، حيث يتكون منها نطاقان كبيران يضمان أغلب الأجزاء الداخلية للقارة، ويكون امتداد أحدهما إلى الشمال من الغابات المدارية، بينما يكون امتداد الثاني إلى الجهة الجنوبية منها، ويكون اتصال النطاقان عبر الهضبة الشرقية الاستوائية، التي لا تساعد ظروفها على نمو الغابات الكثيفة؛ ويعود ذلك لقلة أمطارها بالنسبة للأقاليم الاستوائية الأخرى، التي تمتد إلى الغرب منها والتي تتمثل بشكل خاص في حوض الكونغو.
تتكون السافانا بشكل عام من أعشاب كثيفة تنمو بها أشجار قصيرة ومتفرقة، تزداد كلما كنا قريبين من خط الاستواء بحسب تزايد كمية هطول الأمطار وطول الفصل المطير، حيث أن الانتقال بين الغابات المدارية والسافانا يكون في الغالب بشكل تدريجي حتى أنه من الصعب أن نجد حد فاصل بينهما، وعلى العكس من ذلك تقل الحشائش وتتناقص الأشجار كلما ابتعدنا عن خط الاستواء، وذلك بحسب تناقص الأمطار وتناقص طول الفصل المطير، حتى نصل إلى مجال شبه صحراوي لا تنمو داخله إلا حشائش قصيرة تكون من نوع الإستبس، ولا تنمو به أشجار تذكر، وأخيراً نصل إلى المجال الصحراوي الجاف الذي تمثله الصحراء الكبرى في شمال أفريقيا وصحراء كلهاري وناميبيا في جنوبها.
أنواع السافانا

### الأراضيالعشبيةوالشجيرات الجبلية
- الأراضي العشبية والغابات الجبلية الإثيوبية

### الصحارى والشجيرات الجافة
أشهر صحارى السُّودان: بيوضة، وهي جزء من صحراء ليبيا، والنوبة، وهي امتداد صحراء العرب شمالًا.
صحراء بيوضة، تقع عند 18°N 33°E، هي المنطقة الشرقية من الصحراء الكبرى، تغطي نحو 100,000 كم² في شمال شرق السودان، شمال أم درمان وجنوب كورتي، تحتضنه ثنية كبيرة للنيل في الشمال والشرق والجنوب، ويحده وادي مقدم في الغرب.
صحراء النوبة تقع في المنطقة الشرقية من الصحراء الكبرى، والتي تغطي حوالي 50,000 كيلومتر مربع شمال شرق السودان بين نهر النيل والبحر الأحمر، تعتبر الصحراء منطقة قاحلة، وبها هضبة رملية حجرية، تملك صحراء النوبة الكثير من الأودية، عمليا ليس هناك أي أمطار في صحراء النوبة.[بحاجة لمصدر]
- غابات شرق الصحراء الجبلية الجافة
- الأراضي العشبية الجافة والشجيرات
- صحراء ساحل البحر الأحمر
- الأراضي الصحراوية
- السهول والغابات جنوب الصحراء
- منطقة جبال تيبستي - غربا بالقرب من جبل عوينات

الأراضي الرطبة
تعريف
إن الأراضي الرطبة هي كل وسط تغمره المياه كليا أو جزئيا أكان ذلك بصفة دائمة أو مؤقتة. تلعب هذه النظم دورا رئيسيا في دورة المياه وهي ذات أهمية حيوية لبقاء البشرية نظراً لفوائدها التي لا حصر لها وللخدمات الإيكولوجية التي تقدمها منذ آلاف السنين. هي عبارة عن مزيج فريد من النباتات والحيوانات وتشمل مجموعة متنوعة من النظم الإيكولوجية مثل البحيرات، الأنهار، المياه الجوفية، المستنقعات، الأراضي العشبية الرطبة، أراضي الخث، الواحات، مصبات الأنهار، الدلتا، مسطحات المد والجزر، غابات المانغروف وغيرها من المناطق الساحلية، الشعاب المرجانية وجميع المواقع الإصطناعية مثل أحواض السمك وحقول الأرز والخزانات والمستنقعات المالحة.
الأراضي الرطبة مناطق من المستنقعات أو السبخات أو الأرض الخُث، أو المياه، سواء كانت طبيعية أو اصطناعية، دائمة أو مؤقتة، ذات مياه راكدة أو متدفقة، عذبة أو أجاج أو مالحة، تتضمن مناطق بحرية لا يتجاوز عمق مياهها، في مواقع انحسار المياه، ستة أمتار[…] ويمكن أن تشمل المناطق الشاطئية والساحلية المتاخمة للأراضي الرطبة، والجزر أو المسطحات المائية البحرية، التي يتجاوز عمقها الستة امتار عند الجزر، والواقعة داخل الأراضي الرطبة.»
اعتمدت اتفاقية Ramsar تصنيفا لأنواع الأراضي الرطبة يشمل 42 نوعا موزعاً على ثلاث فئات:
- الأراضي الرطبة البحرية والساحلية
- الأراضي الرطبة الداخلية
- الأراضي الرطبة الاصطناعية إن هذا التصنيف يبسط توصيف الأراضي الرطبة وذلك بتقسيمها وفقاً للموقع الجغرافي والإعدادات البشرية، ولكن يجب أن نأخذ بعين الاعتبار أن التداخل قد يحدث لأن الفئات ليست دائما حصرية ولا تتعارض فيما يبنها.

بشكل أعمق، يقسم هذا التصنيف الأراضي الرطبة إلى خمسة أقسام رئيسية هي:
- الأراضي الرطبة البحرية (بما في ذلك الأراضي الرطبة الساحلية والبحيرات الساحلية، والشواطئ الصخرية والشعاب المرجانية)
- الأراضي الرطبة عند مصبات الأنهار (بما في ذلك مناطق الدلتا ومستنقعات المد والجزر، ومستنقعات المانغروف)
- الأراضي الرطبة البحيرية (المتصلة بالبحيرات)
- الأراضي الرطبة النهرية (المتصلة بالأنهار والجداول)
- الأراضي الرطبة المستنقعاتية (الاهوار والمستنقعات وأراضي الخث)[9]

الأراضي الرطبة في السودان